# 新宿跨線橋

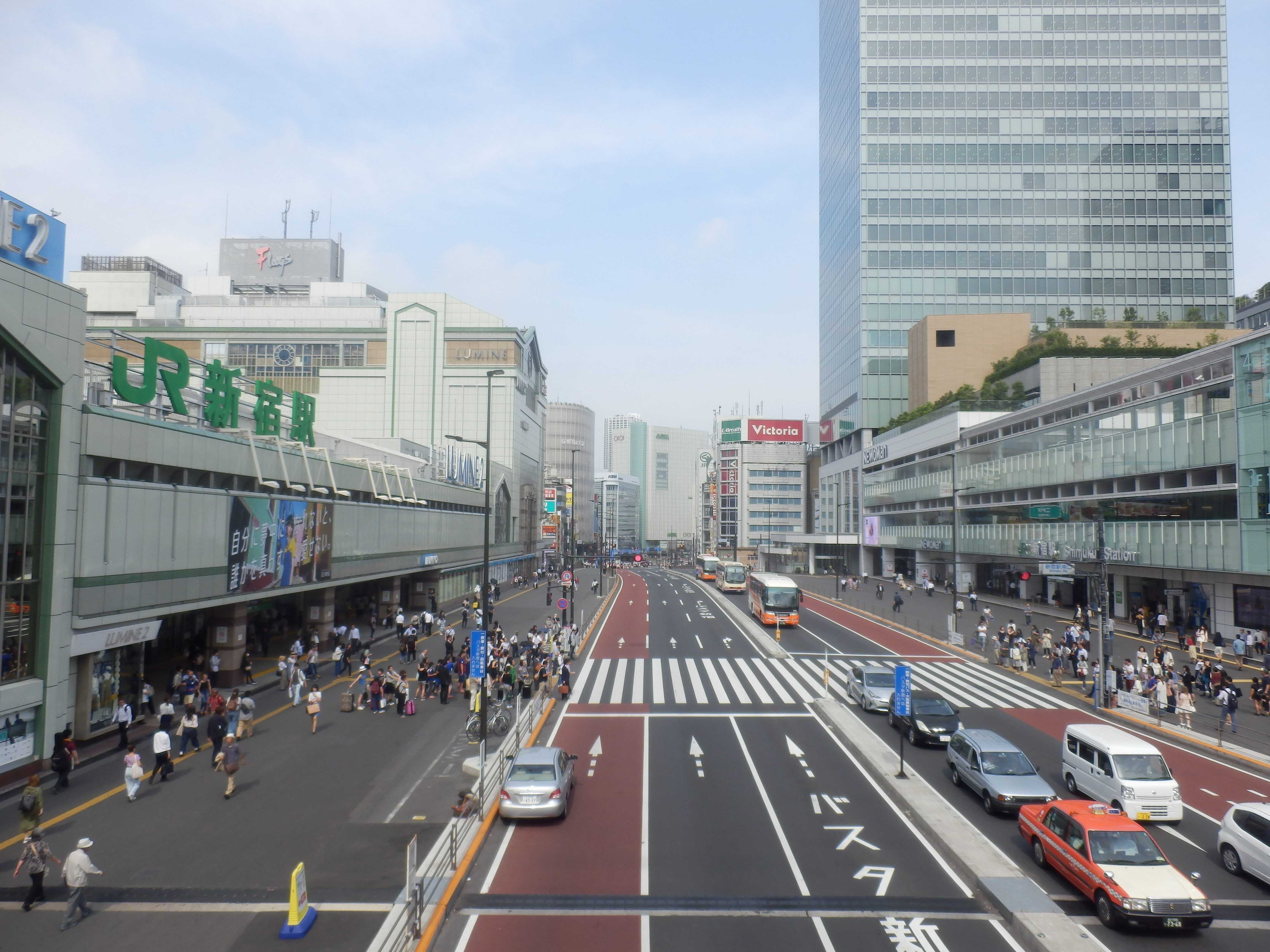
新宿跨線橋上の新宿駅南口・新南口

新宿跨線橋（しんじゅくこせんきょう）は、東京都新宿区新宿で東日本旅客鉄道（JR東日本）および小田急電鉄新宿駅に架かる国道20号（甲州街道）の跨線橋（陸橋）である。総延長271m。

## 概要
元々踏切による平面交差であったものを1906年（明治39年）に木造の跨線橋としたのが始まりである。その後1925年（大正14年）に鉄骨製の橋へと架け替えられ、1958年（昭和33年）に拡幅された。
1915年（大正4年）の京王線開業から1945年（昭和20年）までは京王線と道路が橋を共用する鉄道道路併用橋であった。また、橋上には省線新宿駅前駅が存在していた。
1958年の拡幅後の道路幅員は30mであり、歩道幅員が5mと狭い上に客待ちタクシーや一般車で混雑しており、接触事故が発生するなどの構造上の課題を抱えていた。また、耐震性や安全性に対する懸念もあり、1999年（平成11年）度から「新宿駅南口地区基盤整備事業」によって架け替えられ、2012年（平成24年）に完成した。架け替え後の道路幅員は30mから50mに、歩道も5mから15mに拡幅された。また、この事業ではJR新宿ミライナタワーやバスタ新宿も同時に整備された。